# Entretenimiento durante el Porfiriato
Como ha ocurrido en la historia de la sociedad, la poblacion mexicana durante el porfiriato tuvo diversas formas de diversión y esparcimiento. México entró en una etapa de estabilidad, de la que careció desde 1821, lo que, junto con el avance de la industria del entretenimiento y de los deportes en diversas partes del mundo, lo llevó a encontrar diversas formas de divertirse. Desde la existencia de circos, espectáculos con animales, audiciones musicales, fiestas, kermeses, corridas de toros y teatros y cines; todo esto estaba contemplado dentro de las actividades regulares del entretenimiento social. Surgieron casas de juego, clubes como el Jockey Club y otros establecimientos que le dieron tono a la interacción entre las personas en México durante el Porfiriato.

## Actitudes de diversión
En el porfiriato la gente quería entretenerse. Buscaba diversión. Dos descripciones representativas de esa actitud son la de José Valadés y la de Porfirio Díaz:
“Aunque temerosa y fatigada por las guerras civiles y dispuesta a permitir, desde los comienzos del régimen porfirista que el Estado se apropie los derechos del individuo, la sociedad sólo quería conservar sus ocios y sus placeres. En el hogar dominaba lo placentero y en la calle lo ocioso. La sociedad en México estaba repleta de superficialidades, ha vivido sin preocupación del pecado.  El país da la impresión que ha abandonado sus tradiciones; y el dominio de la fantasía se extiende. La literatura de Alejandro Dumas se extiende y su obra de “El Conde de Montecristo” entra a los hogares con gran fuerza. Consecuencia de la amoralidad social debían ser el aumento de la vagancia, la propagación de los suicidios, el lujo de los duelos, el regreso a las casa de juego, los proyectos de ley de divorcio, la aplicación de la ley de Lynch y el liberalismo insidioso y deshonesto.”.
Los mexicanos, según la descripción de Porfirio Díaz:  “…están contentos con comer desordenadamente antojitos , levantarse tarde, ser empleados públicos con padrinos de influencia, asistir a su trabajo sin puntualidad, enfermarse con frecuencia y obtener licencias con goce de sueldo, no faltar a las corridas de toros, divertirse sin cesar,… casarse muy joven y tener hijos a pasto, gastar más de lo que ganan y endrogarse con los usureros para hacer posadas y fiestas onomásticas”.

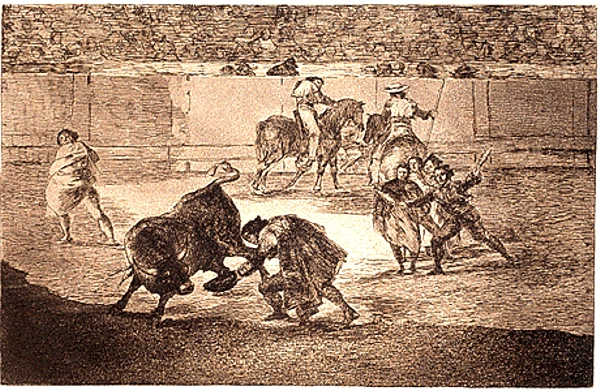
La corrida de toros, representada por un grabado de Goya, dividían la opinión del público entre los grandes aficionados y quienes las querían prohibir

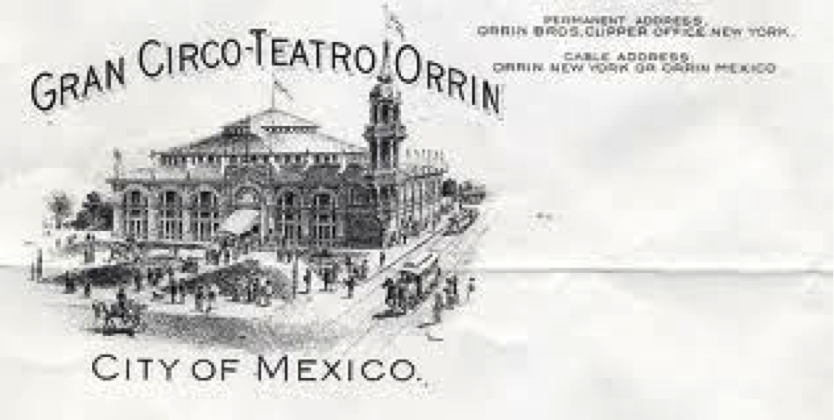
El Circo Orrín convocaba a todas las clases sociales a divertirse

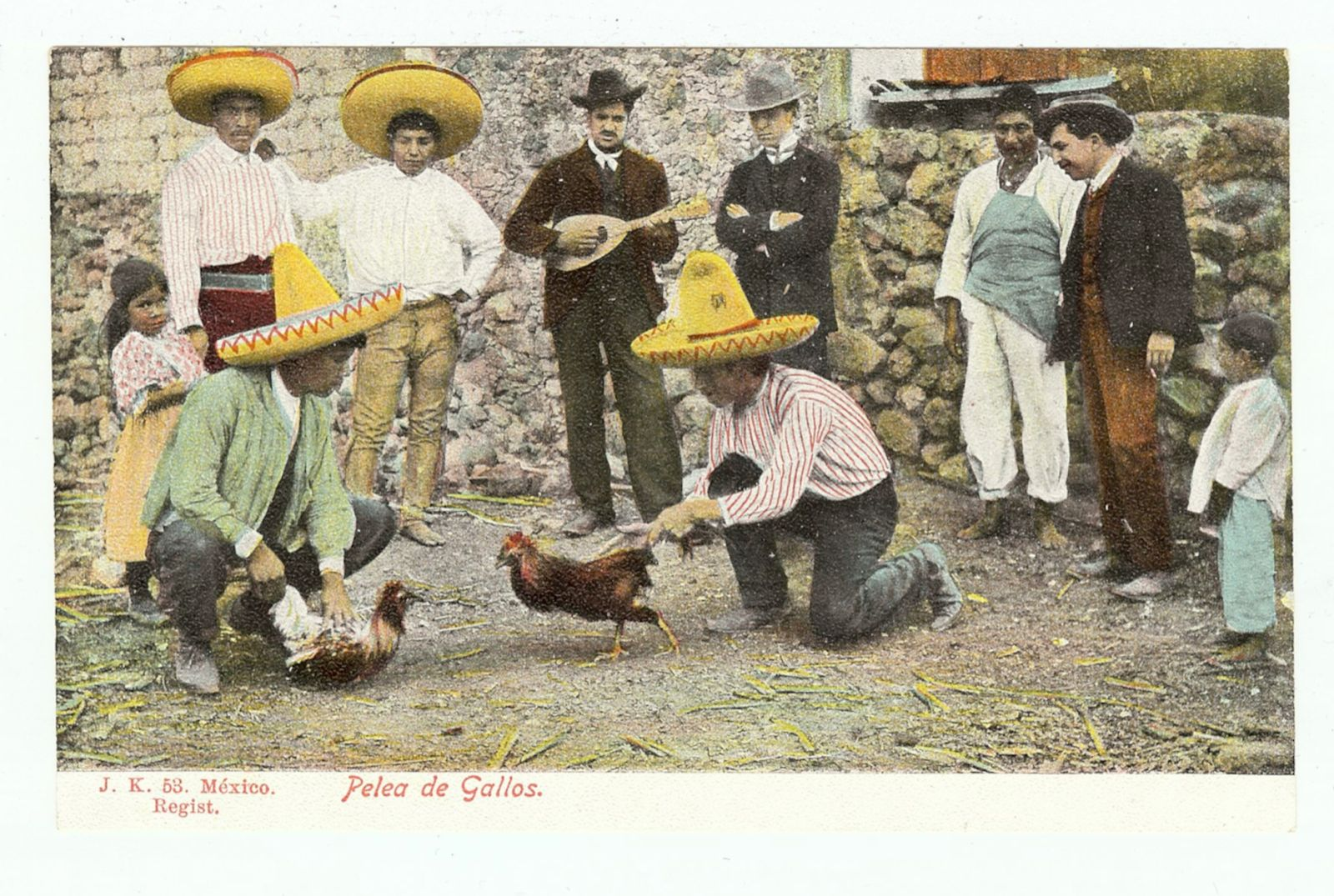
Las pelea de gallos eran un espectáculo obligado en las ferias. Hasta la fecha se llevan a cabo en muchas partes de México

.

## Aspectos generales

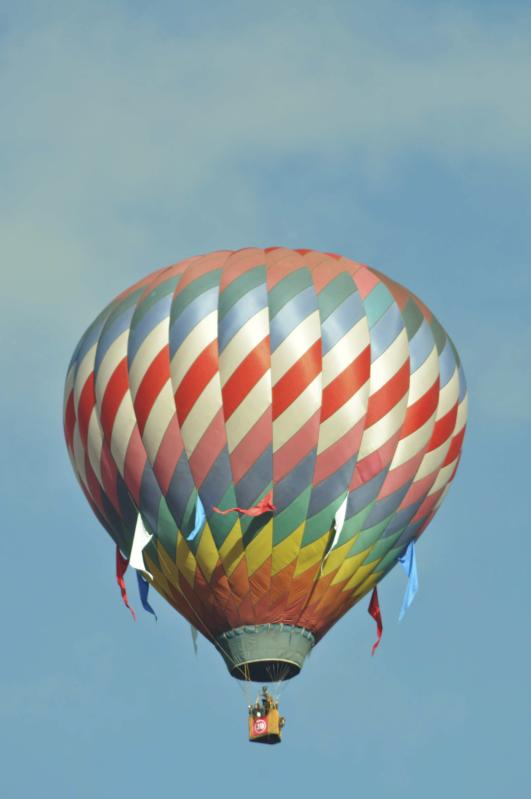
En México los globos aerostáticos se llamaban globos de Cantolla por el pionero, Joaquín de la Cantolla y Rico, quien los puso de moda desde los 1860s

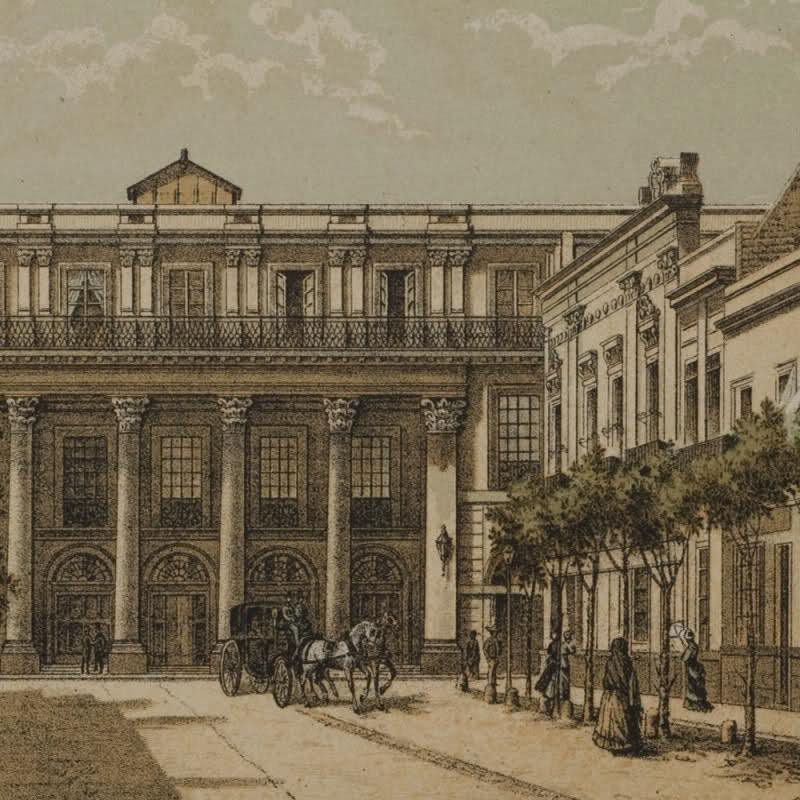
Grabado del siglo XIX del Gran Teatro Nacional de México. Su destrucción en 1900 solo fue tolerada por la promesa de construir el actual Palacio de Bellas Artes

Dentro de estas maneras de buscar un contento, la gente trataba de encontrarlo de muchas formas. Desde célebres payasos, hasta circos como el Jordán, el Magnolia o el Orrín. Otra manera de entretenimiento bastante frecuente era ir a ver la lucha entre animales entre: osos, toros, leones, elefantes, chocolombos y gallos, por mencionar ejemplos. 
Los globos aerostáticos eran novedosos y frecuentados; estos fueron de entretenimiento para la clase media. En las calles se tocaba música por organilleros, había tal multitud de músicos, que se le pidió a la autoridad tomar cartas en el asunto por la cantidad de ruido que había. Las clases altas iban a la ópera, a la opereta y al teatro. El Gran Teatro Nacional atrajo al público hasta su demolición, en 1900 y si no hubo motines por eso fue por la promesa de hacer lo que hoy conocemos como el Palacio de Bellas Artes, que la revolución mexicana dejó inconcluso.
Las excursiones estaban de moda. Muchas veces se llevaban a cabo por ferrocarril. Hasta antes de su concurrida inauguración en 1900 ir a ver el avance de la construcción del Gran canal de desagüe de la Ciudad de México fue un paseo muy frecuentado por la gente de clase alta. Popo-Park era a principios del siglo XX un lugar de gran moda para elegantes excursiones. La belleza de sus alrededores, la inigualable vista del Popocatépetl, el clima y la cercanía con la Ciudad de México eran solo unas ventajas. También lo era que ahí se practicara uno de los deportes de moda, el fútbol, apadrinado por el inglés Thomas Phillips, quien incluso prestó parte de los terrenos de su casa para que los integrantes del British Club hicieran ahí sus entrenamientos. En 1906 el Popo-Park fue aún más visitado porque ahí celebraron sus bodas de plata don Porfirio y su esposa, doña Carmelita Romero Rubio de Díaz. En la ciudad de México y otras partes del país estaban de moda las caminatas, por ejemplo por San Ángel, las kermeses, los combates de flores, los bailes de fantasía, y nuevos deportes como la natación, el ciclismo, el polo, el patinaje sobre ruedas, y el golf.

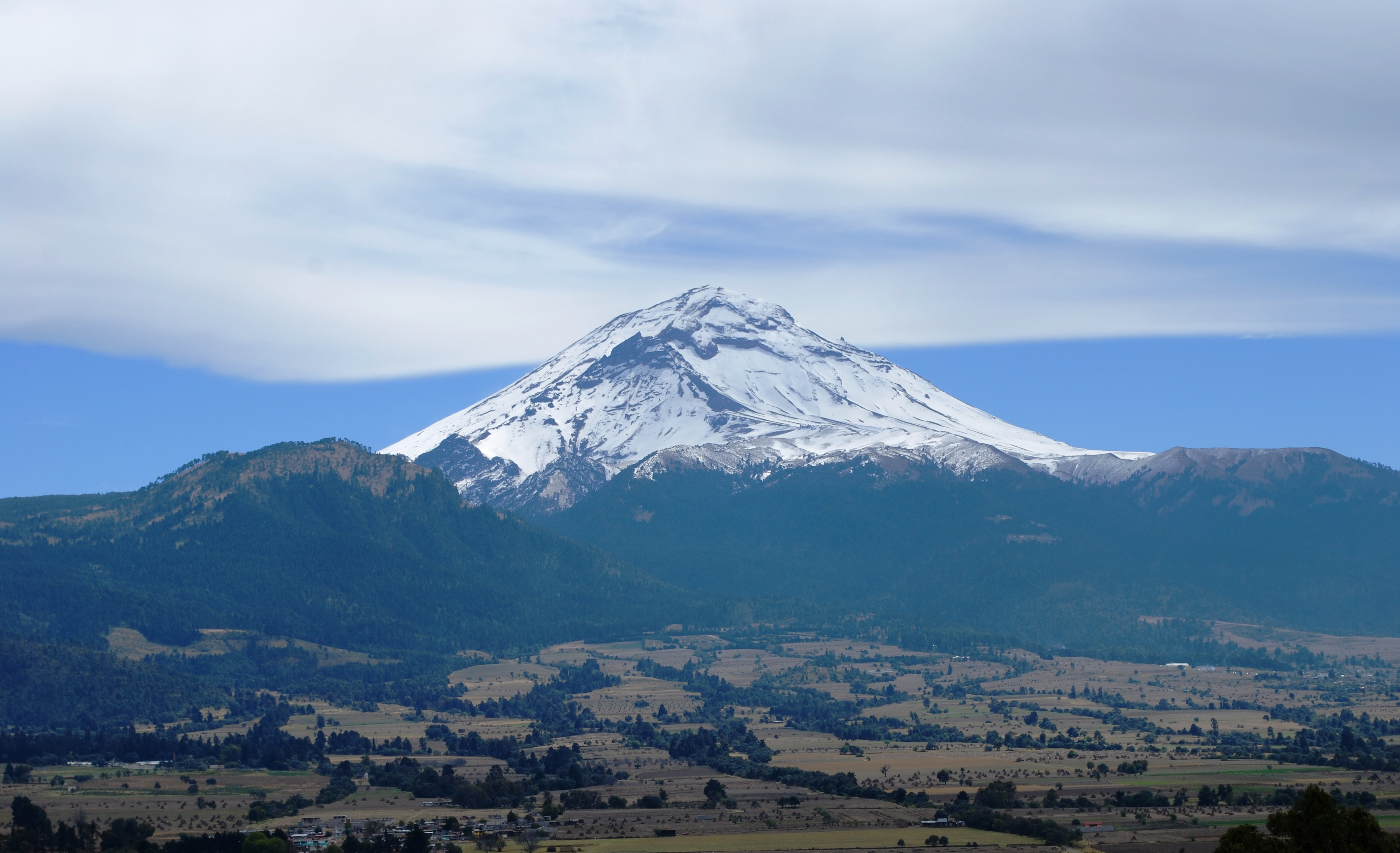
El Popocatépetl, que dio su nombre a Popo-Park. visto desde la vecina Amecameca

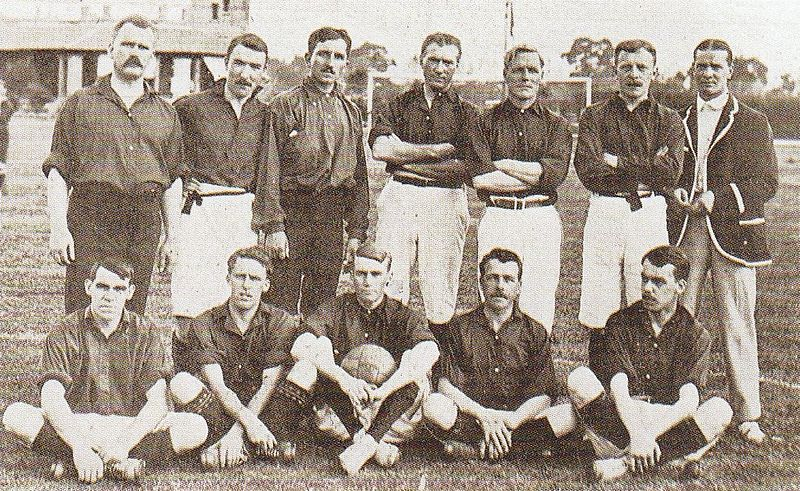
El British Club en 1903

Las audiciones dominicales en la Alameda de la Ciudad de México y en todos los parques importantes del país eran actividades recurrentes de la clase media. En épocas posteriores el compositor Salvador Flores Rivera inmortalizó la costumbre con su canción Vámonos al parque, Céfira. En la Alameda tocaba la banda del batallón e interpretaban oberturas y áreas de ópera, valses y marchas de compositores extranjeros y mexicanos, como Carmen de Juventino Rosas y la Marcha Porfirio Díaz de Genaro Codina, autor de la Marcha Zacatecas. Por todo el territorio proliferaron las tertulias literarias y las reuniones en torno a una tasa de café. Hacer versos, tocar piano o pianola y cantar eran diversiones cotidianas.  El béisbol y el basquetbol empezaban a ser apreciado, además del patinaje, los paseos con el velocípedo y el remo. Hubo además inicios cinematográficos, entre estos estaba “El viaje del presidente Porfirio Díaz a Mérida”. 
Para las clases altas y media, las corridas de toros eran vitales. El mexicano de ese tiempo no podía faltar a ellas. Porfirio Díaz impidió que el diputado José López Portillo y Rojas las suprimiera. Toreros españoles eran bien recibidos en México, tal fue el caso de Luis Mazzantini. En el teatro estaban de moda las tandas del Principal, a las que asisten las clases altas y en las que se llena al público no solo con la música jacarandosa, sino con el sainete alegre y divertido.

## Casas de juego
En 1877 el gobierno reglamentó la existencia de las casas de juego. En los primeros siete meses se expidieron noventa y nueve permisos para diferentes establecimientos en la Ciudad de México y todo bajo la supervisión del licenciado Pablo Macedo. A las principales casa de juego acudían los mismos funcionarios de gobierno, además de los militares. Los burócratas y hacendados también se hacían presentes en estos lugares. Las principales casas de juego eran en:
•	El Hotel Iturbide, administrado por Joaquín Alcázar.
•	El Hotel Nacional, administrado por Francisco Valdés.
•	La calle Real de Tacubaya, manejado por Luis G. Luna
•	La segunda calle del Refugio, manejado por José de la Luz Herrera.
•	El Hotel del Progreso, administrado por José Almazán.
•	La calle del Coliseo, manejado por José María Arce.
En Tacubaya, en específico la plaza de Cartagena, había gran cantidad de gente jugando el cubilete, dados, la baraja y diferentes juegos de azar. Hubo tal desorden en los juegos de azar que se canceló la reglamentación que se había dado un año antes. A pesar de la prohibición del gobierno, las apuestas y juegos de azar tenían tanta influencia social que la organización de partidas continuó en la Ciudad de México y en Tlalnepantla, Estado de México. Durante su gobierno el General Manuel González Flores tomó medidas en contra de los apostadores, pues no solo se prohibieron las loterías sino que también las rifas mayores a cinco pesos debían de tener previa autorización del ministerio.

## Jockey Club
Por influencia europea se fundó el Jockey Club en 1881. Se ubicó en donde se encuentra la Casa de los Azulejos en el centro de la Ciudad de México. Los deportes ecuestres eran una excusa para la tertulia diaria en este club. La primera temporada de los deportes ecuestres empezó en abril de 1882. El gobierno concedió un subsidio para los premios de este certamen. Bajo el calor de las copas se tocaban temas de escándalo como la moda, la economía, los chismes y la política. Solo un cierto sector de la sociedad se reunía ahí para pasar el tiempo. Entre los directores del Jockey Club se encontraban: Manuel Romero Rubio, José Yves Limantour; gente cercana a Porfirio Díaz. Dentro del Jockey Club había salones específicos para fumar, comedores, sala de armas, de boliche, billar póquer y bacará.

## Pulquerías
Se vivía una situación de inseguridad en la nación, uno de los motivos era el abuso de las bebidas alcohólicas, entre las principales estaba el pulque. La producción del pulque se hacía en doscientos setenta y ocho haciendas ubicadas en Tlaxcala, Hidalgo y el Estado de México. Después, esta bebida que era “más querida que la vida y la patria” quedó bajo un monopolio en manos de un dueño de plantaciones: Miguel Macedo Enciso. Otro personaje que tuvo control del pulque en la época fue Ignacio Torres Adalid. El consumo de esta bebida aumentó año tras año. De los 300 000 habitantes de la Ciudad de México, 200 000 bebían pulque. Las pulquerías eran de gran popularidad para la población de clase baja, siendo un centro de entretenimiento en ese tiempo. Otra bebida que también se consumía en proporciones parecidas era el mezcal.

## Celebración del Centenario
La celebración del Centenario de la Independencia Mexicana fue el último gran acto de Porfirio Díaz. El mes de festejos empezó el primero de septiembre con la inauguración de La Castañeda, un asilo para enfermos mentales, dos días después se empezó con la construcción de la cárcel de San Jerónimo Atlixco y el día cinco se inauguró la estación sismográfica de Tacubaya. La ciudad estaba magníficamente iluminada. Recepciones, bailes, monumentos, música, banquetes, dedicatorias, desfiles militares, una gran procesión alegórica de la vida de la vida de México desde los días de Moctezuma hasta el emperador Iturbide. Por doquier había arcos florales, banderas, calandrias; cada ventana adornada con colores brocados, ricas colgaduras. Además de esto, dentro de los preparativos estuvo el desalojo de vagabundos y enfermos de las calles de la ciudad. 
La exigencia para la festividad era tal que los guardias regresaban a las personas que no estuvieran bien presentadas. Un ejemplo de esto fue que se mandaron traer a las mujeres más atractivas del país, además de hombres de negocios extranjeros. Hicieron sus apariciones grandes y poderosas delegaciones de todo el mundo. Estados Unidos, Brasil, Argentina, Persia, España, Francia entre otros, asistieron e incluso dieron regalos al gobierno mexicano, que no escatimó en gastos de hospedaje, transporte y alimentación para sus visitantes. Entre los gastos para la celebración estuvieron un salón de baile, una orquesta de ciento cincuenta músicos, treinta mil estrellas eléctricas, veinte furgonetas de champaña y quinientos lacayos que sirvieron grandes cantidades de vino. Todos estos gastos parecían insultantes ante la realidad que se vivía por la desigualdad social, y no solo por esto. La celebración del centenario mostró una faceta solitaria de Díaz quien no estuvo acompañado de sus más fervientes amigos y gente de trabajo como Limantour o Reyes. Ocho meses después se estaría yendo a Francia por motivo de su destierro.